# 卡德利亚诺-维科纳戈
卡德利亚诺-维科纳戈（義大利語：Cadegliano-Viconago），是意大利瓦雷泽省的一个市镇。总面积10平方公里，人口1849人，人口密度184.9人/平方公里（2009年）。国家统计（ISTAT）代码为012027。